# Lake Lenore (Washington)
Der Lake Lenore (auch „Lenore Lake“) liegt im Grant County im US-Bundesstaat Washington. Es ist ein 1.670 Acres (676 ha) großer von den Missoula-Fluten geformter See in der Lower Coulee unmittelbar nördlich der Kleinstadt Soap Lake. Er befindet sich zwischen dem Alkali Lake im Norden und dem Soap Lake im Süden. Der See ist eher schmal, aber lang gestreckt. Die größere Länge erreicht der See in Nord-Süd-Richtung entlang der Washington State Route 17, die von Soap Lake nach Coulee City führt. Das Einzugsgebiet des Sees umfasst 950 km².
Der Lenore Canyon ist eine Coulee, die mit der Entwicklung der Channeled Scablands in Zusammenhang steht.

## Lenore Caves
Eines der interessantesten Gebiete rund um den See bilden die Lenore Caves (engl. „cave“ = Höhle). Am Nordende des Lake Lenore gelegen, bestehen sie aus einer Reihe von Überhängen entlang der Kliffs am See. Sie sind Teil einer der größten Vulkanregionen der Erde.
Die Lenore Caves wurden durch splitternde Gletschererosion am Basalt der Schlucht durch das schnell fließende Schmelzwasser geschaffen und sind geologisch anders aufgebaut als die meisten Kavernen. Von prähistorischen Menschen wurden sie als Unterschlupf genutzt.
An der Washington State Route 17 entlang des Lake Lenore gibt es eine Ausfahrt zu einem Parkplatz am Anfang eines Wanderweges. Es gibt eine Informationstafel über die Höhlen und die allgemeine Geschichte des Gebiets. Es gibt sieben durch gut unterhaltene Wege erreichbare Höhlen, die an der Ostwand der Grand Coulee gegenüber dem Lake Lenore verteilt sind.

## Geschichte
Am 13. Januar 1947 versenkte die U. S. War Assets Administration, eine Einrichtung zur Abwicklung der aus dem Zweiten Weltkrieg übrigen militärischen Geräte und Ausrüstungen, Fässer mit Natrium im Lake Lenore.